# واریودنس
واریودنس (نام علمی: ') نام یک سرده از کلاد تریلوفوسور است.